# Theo Francken

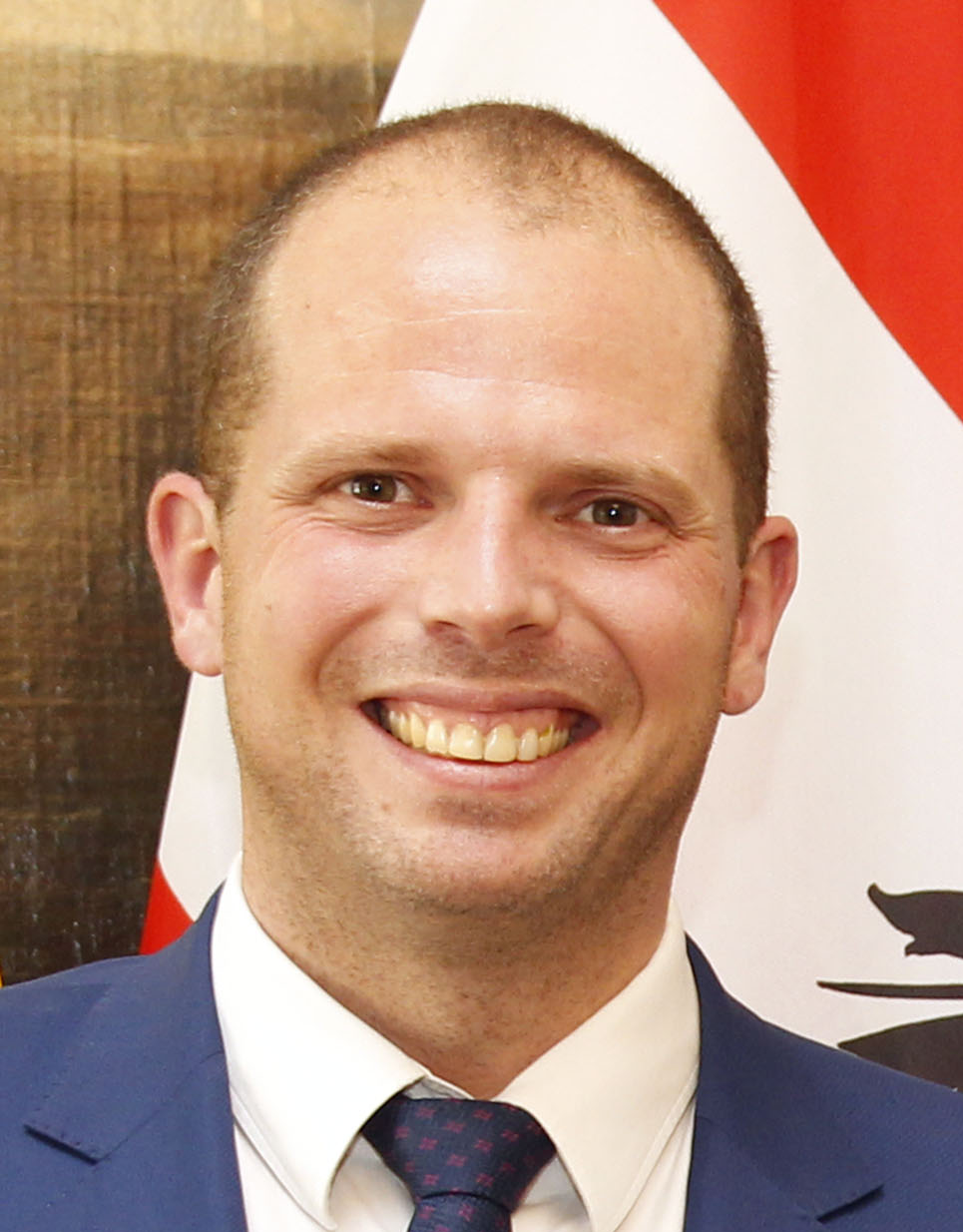
Theo Francken (2016)

Theo Francken (* 7. Februar 1978 in Lubbeek) ist ein belgischer Politiker der Nieuw-Vlaamse Alliantie (N-VA). Er ist seit 2010 Mitglied der Abgeordnetenkammer und war Staatssekretär für Asyl und Immigration in der föderalen Regierung Michel. Auf lokaler Ebene ist er seit den Gemeinderatswahlen von 2012 Bürgermeister von Lubbeek. Seit 2025 ist er Belgischer Verteidigungsminister in der Regierung De Wever.

## Leben
Unmittelbar nach seinem Studium der pädagogischen Wissenschaften an der KU Leuven begann Theo Francken seine politische Karriere als Mitarbeiter der N-VA-Fraktion im Flämischen Parlament. Dort lernte er Geert Bourgeois (N-VA) kennen, in dessen Kabinett er von 2004 bis 2010 als Berater arbeitete, als dieser Minister in der flämischen Regierung wurde.
Im Jahr 2010 schaffte er erstmals den Sprung für die N-VA in die Abgeordnetenkammer. Dort beschäftigte er sich vor allem mit den Politikbereichen Asyl und Immigration, Verteidigung und Monarchie. Vier Jahre später wurde Francken in der Föderalregierung unter Premier Charles Michel (MR) Staatssekretär für Asyl und Immigration.
Theo Francken geriet bereits drei Tage nach seiner Eidesleistung als Staatssekretär in die Kritik, nachdem bekannt wurde, dass er an dem Geburtstag von Bob Maes teilnahm, einem ehemaligen Senator der Volksunie (VU) und Gründer der rechtsextremen Vereinigung Vlaamse Militante Organisatie (VMO). Die Opposition forderte Francken daraufhin auf, von seinem Amt zurückzutreten. Wenig später wurde bekannt, dass Francken im Jahr 2011 eine Facebook-Nachricht veröffentlicht hatte, in der er sich die Frage nach dem Mehrwert der marokkanischen, kongolesischen und algerischen Diaspora stellte. Auch dies löste heftige Kritik aus.
In seinem Heimatort Lubbeek baute Theo Francken im Jahr 2001 den lokalen N-VA-Ableger auf, schaffte aber zunächst nicht den Sprung in den Gemeinderat. Bei den Gemeindewahlen im Jahr 2012 konnte die N-VA sich jedoch als klarer Sieger durchsetzen, und Francken wurde Bürgermeister.
2017 geriet Francken unter Druck, nachdem abgeschobene Sudanesen in ihrer Heimat gefoltert worden waren.

## Übersicht der politischen Ämter
- 2010 – heute: Mitglied der föderalen Abgeordnetenkammer (teilweise verhindert)
- 2012 – heute: Bürgermeister von Lubbeek (teilweise verhindert)
- 2014 – 2018: Föderaler Staatssekretär für Asyl und Immigration, mit der Verwaltungsvereinfachung beauftragt, in der Regierung Michel